# 開田幸一
開田 幸一（ひらきだ こういち、1938年5月7日 - 1993年9月23日）は、日本の元競泳選手。1960年ローマオリンピック競泳男子400mメドレーリレー銅メダリスト。現在の福岡県柳川市出身。福岡県立伝習館高等学校卒業。中央大学卒業。